# 대한민국 민사소송법 제5조
대한민국 민사소송법 제5조는 법인 등의 보통재판적에 대한 민사소송법조문이다.

## 조문
제5조(법인 등의 보통재판적) (1) 법인, 그 밖의 사단 또는 재단의 보통재판적은 이들의 주된 사무소 또는 영업소가 있는 곳에 따라 정하고, 사무소와 영업소가 없는 경우에는 주된 업무담당자의 주소에 따라 정한다.

(2) 제1항의 규정을 외국법인, 그 밖의 사단 또는 재단에 적용하는 경우 보통재판적은 대한민국에 있는 이들의 사무소·영업소 또는 업무담당자의 주소에 따라 정한다.

## 비교조문
일본 민사소송법 제4조(보통재판적에 의한 관할) 4. 법인 그 밖의 사단 또는 재단의 보통재판적은 그의 주된 사무소 또는 영업소에 따라, 사무소 또는 영업소가 없는 경우는 대표자 그 밖의 주된 업무담당자의 주소로 정해진다.

## 판례
- 외국법인의 국내지점 영업에 관한 것이 아닌 분쟁에 대해서도 우리 법원의 관할권을 인정할 수 있다[1]

## 같이 보기
- 관할